# The Fool (album de Jain)
Pour les articles homonymes, voir The Fool.
Albums de Jain
Souldier
(2018)
Singles
1. The Fool
Sortie : 22 février 2023
2. Take A Chance
Sortie : 24 mars 2023

The Fool est le troisième album studio de la chanteuse française Jain, sorti le 21 avril 2023.

## Développement
Après le succès de ses deux premiers albums, Jain s'accorde une pause en 2019 et décide de changer d'influences en allant plutôt vers la musique qu'elle écoute, marquée par les albums des années 1970.
Pour l'écriture du disque, l'artiste s'isole dans une cabane de pêcheur à Marseille, avec une guitare. Chaque chanson est associée à une carte du tarot de Marseille. Les textes autobiographiques sont plus intimistes et personnels que dans les albums précédents.
D'après Jain, cet album se veut plus personnel. Elle déclare : « Ma volonté dans cet album était de raconter un peu plus qui j'étais, ce que j'ai vécu aussi. ».

## Liste des pistes
| No  | Titre             | Paroles             | Musique        | Durée |
| --- | ----------------- | ------------------- | -------------- | ----- |
| 1.  | The Fool          | Jain, Jason Glasser | Jain           | 3:27  |
| 2.  | Night Heights     | Jain, Jason Glasser | Jain, Yodelice | 4:09  |
| 3.  | Maria             | Jain, Jason Glasser | Jain           | 4:23  |
| 4.  | Cosmic Love       | Jain, Jason Glasser | Jain           | 3:12  |
| 5.  | To All The People | Jain                | Jain           | 4:20  |
| 6.  | Take A Chance     | Jain, Jason Glasser | Jain, Yodelice | 3:24  |
| 7.  | Falling           | Jain, Jason Glasser | Jain           | 3:25  |
| 8.  | Save The World    | Jain, Jason Glasser | Jain           | 2:58  |
| 9.  | I Feel Alive      | Jain                | Jain           | 2:42  |
| 10. | The Balance       | Jain, Joseph Mount  | Jain           | 2:26  |
| 11. | Goodbye           | Jain                | Jain           | 3:33  |

## Personnel[6]
- Jain : chant, guitare (3), piano électrique Wurlitzer (10), claviers (11), arrangements
- Yodelice :guitare (2, 6, 8), synthétiseur (2), basse (6), tous instruments (3, 7, 9), arrangements
- Johan Dalgaard : basse synthétique (1, 4), piano (2), piano Rhodes (2), synthétiseur (2, 6), claviers (6, 8)
- Sylvain Daniel : basse (2, 8)
- David Aknin : batterie (2, 4, 8)
- Matt Chamberlain : batterie (6)
- Gesaffelstein : tous instruments (5)
- Joseph Mount : synthétiseur (10)

## Réception

### Critique
Le Point décrit « un disque psychédélique et érotique » qui « donne tout simplement envie d'aimer ». Pour La Voix du Nord, l'artiste offre « un disque cosmique et solaire, qui ouvre déjà une nouvelle ère dans sa jeune carrière ». Pour le quotidien montréalais La Presse, Jain « fait de belles mises en scène sonores, empreintes d’un romantisme rêveur » et son album « est mélodique et accrocheur, d’un bout à l’autre ». Pour Le Devoir, l'album offre « une belle variété de styles qu’elle fait cohabiter dans une osmose encore intacte, toujours réconfortante ». 